# S/PDIF

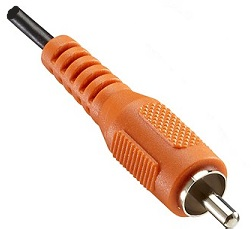
Un connecteur RCA dédié au format S/PDIF est de couleur orange.

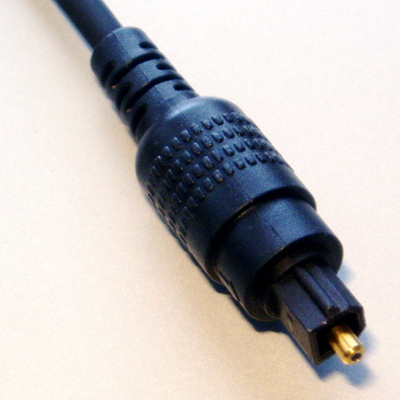
Un connecteur TOSLINK mâle.

Le format S/PDIF (acronyme de Sony/Philips Digital InterFace, soit Interface numérique Sony/Philips), ou IEC (60)958, permet de transférer des données audionumériques. Ce standard conçu par les sociétés Sony et Philips peut être assimilé à une version « grand public » du format professionnel AES/EBU. Il a été défini en 1989.

## Caractéristiques techniques
- Le standard S/PDIF existe sous différentes formes :
  - Connecteur RCA (utilisant un câble coaxial (cuivre)) d’une impédance de 75 Ω.
  - Connecteur TOSLINK (utilisant la fibre optique). Les principaux avantages de ce format sont l’isolation électrique et l’immunité face aux perturbations électromagnétiques.
  - Connecteur Mini-TOSLINK (utilisant la fibre optique). Le connecteur mâle évoque un jack 3,5 mm standard (toutefois les connecteurs Mini-TOSLINK sont 0,5 mm plus longs ; la LED du connecteur femelle ne risque pas d’être endommagée en cas d’introduction d’un jack 3,5 mm standard).

- Résolutions : jusqu’à 24 bits

- Fréquences d’échantillonnage rencontrées :
  - 96 kHz – Applications professionnelles et semi-professionnelles : échantillonneurs (samplers), synthétiseurs/workstations, interfaces et enregistreurs audionumériques…
  - 48 kHz – DAT
  - 44,1 kHz – CD